# Piyama-Kurunta
Piyama Kurunta fou regent i príncep d'Arzawa vers el 1240 aC.
El seu pare el rei d'Arzawa Uhha-Ziti no es va recuperar de la ferida produïda per un llamp, i va haver de deixar el govern al seu fill. El pare va concertar una aliança amb el rei d'Ahhiyuwa i va enviar a Piyama-Kurunta, amb forces conjuntes, a atacar a Maskhuiluwas de Mira aliat de l'hitita Mursil II.
Piyama-Kurunta possiblement va destruir la ciutat d'Impa, però Maskhuiluwas el va rebutjar. Maskhuiluwas va tornar a la ciutat d'Hapanuwa, la capital de Mira, i va romandre fidel aliat hitita, i Mursil III va enviar a uns caps de nom Gullas i Malazitis a saquejar la ciutat de Milawata (Milet) aliada d'Ahhiyuwa.
Piyama-Kurunta va presentar batalla a Walma, a la regió d'Astarpa, i fou derrotat. Uhha-Ziti va fugir a les illes. Els habitants antihitites d'Hursanassan, Surudan, i Attarimman van fugir a les muntanyes Arinnandas i a la ciutat de Puranda. Mursil i son germà Sarri-Kusuh de Karkemish van assetjar les muntanyes on aviat els refugiats, a causa de la gana, es van rendir; però la ciutat de Puranda va resistir el setge i no va voler entregar als refugiats. Mursil era acampat al riu Astarpa quan va saber que Uhha-Ziti havia mort. La successió va recaure en el fill de Uhha-Ziri, Tapalazunaulis, que haviat fou capturat per Mursil.
Piyama-Kurunta, que devia ser a les illes, empresonat son germà Tapalazunaulis i rendida la ciutat de Purandas, va veure la seva causa pèrdua, i va demanar la pau. Mursil va deportar a Piyama-Kurunta a Hattusas on segurament va morir.